# Marc Artigau
Marc Artigau Queralt (Barcelona, 1984) es un escritor español en lengua catalana, ubicado en los géneros de la dramaturgia, la poesía y la narrativa.

## Trayectoria
Licenciado en dirección escénica y dramaturgia por el Instituto del Teatro de Barcelona, combina la dramaturgia con la narrativa, la poesía y varias colaboraciones con medios de comunicación.Como escritor, en 2008 publicó la obra Ushuaïa, ganadora del Premio Ciudad de Sagunto de ese mismo año, un galardón que revalidó el año posterior con Les sense ànima. En 2007 ganó el X Premio Boira de Teatro con Els gorgs, que no sería publicada. En 2019 ganó el Premio Josep Pla con la novela La vigília. En 2021 presentó la novela Jo era el món, donde una chica de 17 años, Ariadna, desaparece de su pueblo y no deja ni rastro.
Como dramaturgo, ha estrenado las obras teatrales Ushuaïa, T'estimem tant, Grace, A una nena nua llepa-li la pell llepa-li la pell a una nena nua o Caïm i Abel. Ha colaborado con directores como Oriol Broggi o Ángel Llàcer haciendo dramaturgias de obras ya escritas (El petit príncep, Al vostre gust...).
En el campo de la poesía, ha publicado poemarios como por ejemplo Vermella, reconocida con el Premio Martí Dot en 2007 o Escuma negra, XXVII Premio de Poesía de las letras catalanas del Vallés Oriental. En 2011, con Desterrats, se impuso en el certamen literario Pepe Ribelles Vila de Puçol.
Colabora o ha colaborado con varios medios, entre los cuales destacan RAC1, el diario Ara y Catalunya Ràdio. La temporada 2015-2016 hizo  una sección en El món a RAC 1 con Guillem Terribas con una sección sobre libros titulada «De què va?», y posteriormente ha colaborado publicando un microrrelato diario.

## Obra[9]

### Teatro
- La gran festa (2006)
- Els gorgs (2008, Coordinadora de Grupos Amateurs de Teatro de Osona)
- Ushuaïa (2008, Brosquil)
- Xatrac (2008)
- Les sense ànima (2009, Onada)
- T’estimem tant, Grace (2010)
- Caixes (2011, Diputación de Lleida)
- Un mosquit petit (2014, Arola)
- Caïm i Abel (2016)
- Alba (o el jardí de les delícies) (2018)
- Pares Normals (2022, Teatre Poliorama)

### Poesía
- La tristesa dels acròbates (2005)
- Primers auxilis (2007, Cossetània)
- Vermella (2008, Viena)
- Escuma negra (2008, Tarafa)
- Desterrats (2012, Onada)

### Narrativa
- Els contes d'El Club de la Mitjanit (2013, Onada)
- Els perseguidors de paraules (2016, Estrella Polar)
- Un home cau (coescrit amb Jordi Basté) (Rosa dels Vents, 2017)
- La cova dels dies (2018, Fanbooks)
- Els coloms de la Boqueria (coescrit amb Jordi Basté) (Rosa dels Vents, 2018)
- La vigília (2019, Destino)
- Jo era el món (2021, Destino)[10]
- Aurora (2023, Destino)

## Premios literarios
- Premios Literarios Baix Camp - Gabriel Ferrater de poesía - 2006 - Primers auxilis
- Premio Martí Dot de Sant Feliu de Llobregat - 2007 - Vermella
- Premio de Poesía Estabanell Energia - 2007 - Escuma negra
- Premio Ciudad de Sagunto - Pepe Alba de teatre - 2008 - Ushuaia
- Premio Ciudad de Sagunto - Pepe Alba de teatre - 2009 - Les sense ànima
- Premio Josep Maria Ribelles - 2011 - Desterrats
- Premio Les Talúries - 2011 - Caixes
- Premio Quim Masó - 2017 - Alba (o el jardí de les delícies)
- Premio Josep Pla - 2019 - La vigília